# Roger Saperas Hernández
Roger Saperas Hernández   (Barcelona, 1 de setembre de 1981) és un periodista esportiu català que treballa a RAC 1 des del 2003. Va fer de micròfon autònom a El Barça juga a Rac1 amb Joan Maria Pou entre el 2007 i el 2016. Llavors, a la temporada 2016-17 va prendre el relleu a Dani Senabre com a presentador i editor del programa Tu Diràs. Va ser renovat al càrrec dues temporades. El juliol del 2020, havent estat al capdavant del projecte durant quatre anys, va anunciar que el deixaria per a cercar una conciliació de la vida laboral i familiar més bona, atès que té cura de tres fills.